# 名誉毀損
名誉毀損（、英: defamation）とは、公然で事実を摘示し、他人の名誉を傷つける行為。損害賠償責任等を根拠づける不法行為や、犯罪として刑事罰の対象になり得る。「名誉棄損」とも表記される。公共の利害に関する内容かつ公益を図る目的の場合は、内容が真実である場合又は真実だと信じてもやむをえない状況や理由、つまり「真実相当性（真実性）」があれば悪意はないとし、違法性は阻却されるという例外規定が設けられている。
事実の摘示が無かった場合は侮辱罪になる。名誉毀損には刑事名誉毀損と民事名誉毀損がある。

## 名誉の概念
人の「名誉」は多義的な概念である。
内部的名誉
自己や他人が下す評価からは離れて独立かつ客観的に存在しているその人の真価をいう
外部的名誉（社会的名誉・事実的名誉）
ある人に対して社会が与えている評判や世評などの評価をいう
名誉感情（主観的名誉）
本人の自己に対して有している価値意識や感情をいう
これらのうち内部的名誉は客観的にその人に備わっている真価そのものであり、他から侵害される性質のものではなく法的保護の問題とはならない。法的保護のあり方が問題となるのは外部的名誉と名誉感情である。
刑法上の名誉毀損罪は外部的名誉を保護法益とする。また、民事上、名誉毀損として保護される「名誉」も外部的名誉である。名誉感情については名誉感情の侵害が問題となる（#名誉感情の侵害を参照）。

## 刑事名誉毀損と例外規定

### フランス
フランスでは刑法典ではなく1881年7月29日出版自由法29条以下において、個人や団体の名誉を毀損または侮辱した場合の処罰が定められている。フランスでも出版自由法が制定されるまで名誉に対する罪は刑法典に定められ、1810年刑法典の367条では「公的な場所あるいは集会において、または公的な証書において、または掲示、販売、公表された印刷物、印刷されていない文書において、もし存在すれば重罪、軽罪の訴追を受け、あるいは市民の軽蔑や憎悪を招くような事実について個人を攻撃することは中傷の軽罪にあたる」と定められていた。
1819年5月17日出版法13条前段は「人または団体の名誉または名声を傷つける全ての主張または非難は名誉毀損である」とし、事実の真偽に関わらず処罰する仕組みが採用された。
1819年出版法は1881年7月29日フランス出版自由法により改正され、1881年7月29日フランス出版自由法29条前段は「ある事実が、人あるいは団体に帰せられ、その人あるいは団体の名誉あるいは名声を侵害する場合には、その事実を提示し、あるいはその事実を非難することは、すべて名誉毀損である。」とし処罰対象としている。フランスでの名誉毀損罪の構成要素は、事実の提示あるいは事実に対する非難であること、名誉や名声の侵害にあたること、特定の被害者に対する者であること、公表性があることであり、他に判例によって悪意も要件とされている。なお、名誉毀損罪の免責要件として、1819年出版法では公務員と公共団体に関する事実の場合の真実性の抗弁が定められていたが、1881年出版自由法では真実性の抗弁について事実証明の範囲が拡大されている。

### ドイツ
ドイツでは刑法185条以下において、名誉毀損の罪が定められている。

### 日本
日本では刑法230条以下に定められている。
刑法上、名誉毀損罪と侮辱罪の関係が問題となり、名誉毀損罪は外部的名誉を保護し侮辱罪は主観的名誉を保護しているとする二元説などもあるが、ともに外部的名誉を保護するとみる外部的名誉説が通説である。通説は具体的事実の摘示によって区分し、具体的事実を摘示した場合には名誉毀損罪の成否が問題となり、そうでない場合には侮辱罪の成否が問題となるとする。
例外規定
情報が事実であること、情報を発信することで公益があること、その情報が公共的に明らかにされるべきものであること、この3条件を満たした場合は、本人が誹謗中傷だと感じても名誉毀損には問えない。また、発生から3年経つと時効であり、誹謗中傷者を知ってから半年以内に刑事告訴しなければ、起訴出来なくなる。

## 民事名誉毀損

### 序説
大陸法系の国々において、名誉毀損は、不法行為を構成するとされている。またコモンローの法体系において、名誉毀損は、不法行為とされている。アメリカ合衆国連邦裁判所によれば、他人の評判について虚偽の名声を公表することにより、その評価を低下させる行為が、名誉毀損であるとされる。
不法行為としての名誉毀損は、人が、品性、徳行、名声、信用その他の人格的価値について社会から受ける客観的評価（社会的評価）を低下させる行為をいう。
|                | 刑事名誉毀損                                                                                                   | 民事名誉毀損 |
| -------------- | --- | --- |
| 事実の摘示     | 事実の摘示によって社会的評価を低下させた場合にのみ名誉毀損罪が成立（判例・通説）                               | 事実を摘示した場合だけでなく意見ないし論評であっても社会的評価が低下すれば名誉毀損による不法行為が成立 |
| 意見ないし論評 | 事実の摘示以外の方法によって社会的評価を低下させた場合には侮辱罪が成立（判例・通説）                           | 事実を摘示した場合だけでなく意見ないし論評であっても社会的評価が低下すれば名誉毀損による不法行為が成立 |
| 名誉感情の侵害 | 社会的評価の低下がなければ名誉毀損罪も侮辱罪も不成立（判例・通説では名誉毀損罪も侮辱罪も外部的名誉が保護法益） | 民事上名誉毀損として保護される「名誉」は外部的名誉である。したがって名誉毀損とはならない。ただし名誉感情の侵害として不法行為が成立する場合がある。                                                                                      |
| 故意・過失     | 故意の場合のみ名誉毀損罪（または侮辱罪）が成立（故意犯）                                                       | 過失による名誉毀損でも不法行為が成立 |
| 公然性         | 明文で公然性が構成要件となっている                                                                             | 公然性は要件となっていないが名誉毀損は社会的評価を低下させる行為であり当該言論がある程度他人に伝播する態様のものであることが必要で刑事と民事で決定的な違いを生じるものではない。多くの裁判例や実務は公然性必要説に立っているとされる 。 |

### 名誉毀損の客体

#### 法人
法人も社会的存在として一定の評価を受ける存在であるから法人に対しても名誉毀損は成立しうる。
日本では「産経新聞意見広告事件」の最高裁の判決で「言論、出版等の表現行為により名誉が侵害された場合には、人格権としての個人の名誉の保護（憲法13条）と表現の自由の保障（同21条）とが衝突し、その調整を要することとなるのであり、この点については被害者が個人である場合と法人ないし権利能力のない社団、財団である場合とによって特に差異を設けるべきではないと考えられる（後略）」と判示された。ただし法学者の和田真一によれば信用が問題になるほどの法人や団体であれば「相応の社会的関心の下にあり、社会的評価や批判につねにさらされるべき立場にあると言えるから、法人や団体の名誉保護の範囲は一般私人よりはより限定されたものになる」としている。
イングランドのコモン・ローのもとでは個人のほか会社など法人も名誉毀損の訴えを起こすことができる。
ロシアでは名誉、尊厳、事業の名声を保護するために起こされた裁判の原告のうち25%が私企業、22%が公共団体・地方公共団体だった。

#### 死者
死者に対する名誉毀損が成立するか問題となる。
韓国には死者に対する名誉毀損があり、名誉を損ねる発言を行えば直系子孫などの関係者から訴訟を起こされることがあり民事裁判においても名誉毀損が認定されることとなっている。
日本では、まず死者の社会的評価を低下させる事実摘示が遺族自身の社会的評価をも低下させるようなものとなっているときは、遺族に対する名誉毀損が成立する。また死者の名誉毀損にとどまる場合には遺族の名誉毀損とは構成できないが、数多くの裁判例は「故人に対する敬愛追慕の情」を被侵害利益として不法行為が成立するとする。
なお、日本の刑法230条2項は「死者の名誉を毀損した者は、虚偽の事実を摘示することによってした場合でなければ、罰しない。」としていることから、民法上の死者に対する名誉毀損でも問題となる。まず、「故人に対する敬愛追慕の情」の侵害と構成される場合について、裁判例は虚偽の事実であることを要するとしている。しかし、真実であっても、故人のことはそっとしておいてほしいという遺族感情は保護されるべきであるから、一般の名誉毀損と同様に、公共性と公益目的がある場合に限って名誉毀損は成立しないとみるべきとする反対説がある。一方、死者の社会的評価を低下させる事実摘示が遺族自身の名誉毀損として構成される場合には、真実の摘示であっても名誉毀損にあたり、公共性と公益目的がある場合に限って免責されると考えられている。

### 事実の摘示

#### 虚名の保護
名誉毀損の成否については虚名の保護が問題となる。
日本法の場合、現実に社会がその人に与える評価を保護しており、名誉毀損の成否は社会的評価の低下の有無のみが問題となるのであり事実の真偽は問題とはならない。ただし、公的言論の自由を保障するために一定の免責事由が必要となる。

#### 人格価値と無関係な事項の摘示
精神障害者であることなどの事項は本来的には人格価値とは無関係であるが、社会には偏見や差別がなお存在しており、これらの事実の摘示によって社会的評価が低下した場合には名誉毀損にあたるというのが伝統的な見解である。これらの問題については名誉毀損ではなくプライバシー侵害の問題として法的保護を与える見解も出てきている。

#### 対象の特定可能性
名誉毀損が成立するには特定人に対してなされたものであることを要し、「東京人」や「関西人」のように単に漠然と集団を対象としても名誉毀損は成立しない。これは刑事名誉毀損の場合と同じである。
本人に直接言及しない場合だが名誉毀損が成立する場合がある。
- ある者に対する言及が他者に対する名誉毀損に認定される場合がある[39]。
  - 会社の社長に対する名誉毀損が当該会社に対する名誉毀損にもなる場合がある[40]。
- 対象者に関係の深い物に対する言及が名誉毀損に認定される場合がある[38]。
  - 芸術作品やレストランの食事などそれが主観的評価にとどまる場合には、作者やレストラン経営者の社会的評価は直ちには低下しないと考えられている[38]。しかし、物に対するネガティブな評価の理由づけによっては対象者の社会的評価を低下させる場合がある[41]。
  - 対象者の販売する化粧品についてステロイド入りであるといったブログコメントを違法とした裁判例[42]があるが、これは"対象者がステロイド入りの製品をステロイドがないものと偽って販売している"との趣旨にあたったために対象者の名誉・信用を低下させるものとして名誉毀損が認められた例と解されている[41]。

#### 公然性の問題及び伝播性の理論
日本の刑法の名誉毀損罪では、公然性が明文で要件となっているが、民事上はそのような要件はない。しかし、名誉毀損は社会的評価を低下させる行為であり、名誉毀損が成立するためには、当該言論がある程度他人に伝播する態様のものであることが必要である。したがって刑事と民事で決定的な違いを生じるものではない。
かつて、判例（大審院大正5年10月12日判決民録22輯1879頁）は公然性を不要としたが、このような立場に立つ裁判例は圧倒的少数派とされ、特定少数人に対する事実の摘示では社会的評価の低下するとはいえないことから、多くの裁判例や実務では公然性必要説に立っているとされている 。
ただし、刑法上の名誉毀損では、特定少数人に対する名誉毀損的言辞であっても、不特定多数人に伝播する可能性があれば公然性が認められるとする伝播性の理論がとられており、この理論は民事上の名誉毀損にもそのまま導入されている。伝播性の理論に関しては、民事法上の名誉毀損においては、伝播の可能性ではなくて、現に伝播しそれによって社会的評価が低下したしか否かを問題にすべきとの考え方もある。

#### 意見ないし論評との区別
刑事名誉毀損では事実の摘示によって社会的評価を低下させた場合には名誉毀損罪、事実の摘示以外の方法によって社会的評価を低下させた場合には侮辱罪の成立が問題となる（判例・通説） 。
これに対して民事名誉毀損では事実を摘示した場合だけでなく意見の表明や論評であっても社会的評価が低下すれば名誉毀損による不法行為が成立しうる。したがって名誉毀損の成否について事実言明と論評を区別する実益はないが、事実言明と論評では適用される免責法理が異なるためその関係では区別の実益がある。
一般には証拠等をもってその存否を判断できるものが事実言明、できないものが論評と区別されている 。
なお、ある問題に対して反対意見を主張することと人格非難とは区別される。言論に対しては言論で対抗することが民主主義社会の鉄則だからである。意見には意見をもって対抗すべきであるとの関係から、意見の前提となる事実が言明されている場合に、その部分についてのみ名誉毀損による不法行為責任を問うべきとの見解もある。

### 故意・過失
刑事名誉毀損では故意犯のみ罰せられるが、民事名誉毀損では過失による名誉毀損でも不法行為が成立する。しかし名誉毀損表現がある場合には故意をもってなされたか少なくとも過失によってなされたものであることが多いため、これが独立した問題になることは多くはないとされている。

### 損害と救済

#### 損害の内容
名誉毀損における損害は社会的評価の低下であるが、それに尽きるとする見解と被害者の主観的心痛を含むとする見解がある。

#### 損害賠償
日本では、民事上の損害の回復は手段は、金銭による賠償が原則である（民法417条、金銭賠償の原則）。
このうち物質的損害ではなく精神的損害に対する賠償を慰謝料という。

#### 謝罪広告
日本では、名誉毀損については、民法723条（著作権侵害の場合は著作権法115条も根拠となる）により、「名誉を回復するのに適当な処分」を裁判所が命じうるとされている。この措置により、名誉毀損によって低下した社会的評価の回復が図られる。この措置の具体例が謝罪広告である。
ここで、裁判所が謝罪広告を命じることにあたっては、思想及び良心の自由との干渉が問題となるが、最高裁判所はこれについて「単に事態の真相を告白し陳謝の意を表明するに止まる程度のものにあつては」謝罪広告を命じる事が可能であるとし（根拠として「倫理的な意思、良心の自由を侵害することを要求するものとは解せられないし、また民法七二三条にいわゆる適当な処分というべきである」事を挙げている）、また「これが強制執行も代替作為として民訴七三三条の手続によることを得るものといわなければならない。」（当時の民事訴訟法733条は現在の民事執行法171条1項）としている（昭和28(オ)1241）。

#### 消滅時効
名誉毀損の不法行為による損害賠償請求権は、日本では、損害及び加害者を知った時から3年間行使しないとき、または、不法行為の時から20年を経過したときは消滅する（民法724条）。なおインターネット上の不法行為は削除されるまでは日々継続的に行われているものと解され、不法行為終了後3年以内に提訴すれば、名誉毀損を認識してから3年間を経過しているか否かを問わず消滅時効は成立しない。

### 名誉毀損の違法性阻却・免責に関する法理

#### 真実性・相当性の法理
日本においては、事実の摘示による名誉毀損について、真実性の抗弁・相当性の抗弁が判例上認められている。日本の民事名誉毀損については刑法230条の2のような明文規定がないため、昭和41年6月23日の最高裁判所判決（民集20巻5号1118頁）が承認して以来判例理論によって認められているもので、刑法230条の2の趣旨を参考に表現の自由を保障する観点から設けられた免責事由である。
真実性・相当性の法理は、問題とされている表現行為が、特定人の社会的評価を低下させるものであっても、公共の具体的な利害に関係があることを事実を以って摘示するもので（公共性）、その目的が専ら公益を図ることにあり（公益性）、摘示した事実が真実（真実性）または真実であると信ずるについて相当な理由のあるとき（真実相当性）は名誉毀損は成立しないとする法理である。
1. 摘示した事実が公共の利害に関する事実であること（公共性）
「公共の利害に関する事実」とは「摘示された事実自体の内容、性質に照らし、客観的にみて、当該事実を摘示することが公共の利益に沿うと認められること」である[63]。
真実性・相当性の法理では3つの要件をすべて満たす必要がある。したがって公共性を欠く場合には仮に真実であっても不法行為責任を負う[64]。
なお日本の判例法理は「公人か私人か」という構成をとらず、あくまでも摘示事実が「公共の利害に関する事実」に当たるか否かという規範をとっている[65]。米国では公人には後述の現実的悪意の法理が妥当するとされていることから名誉毀損の適用法理を異にするが、日本では「公共の利害に関する事実」に当たるか否かの判断要素の一つにすぎず、米国の「公人」概念も言論の対象の公共性等のファクターをもとに判断されるものであるとの指摘がある[65]。
2. その事実を摘示した目的が専ら公益を図ることにあること（公益性）
公益目的は「専ら」存在しなければならないとされているが、判例ではそこまでストリクトな解釈はされていない[66]。また事実の公共性が認定されれば目的の公益性も認定されることが多いが、事実の公共性を肯定しつつ目的の公益性が否定された裁判例も皆無ではない[66]。なお摘示事実の公共性と真実性ないし真実相当性以外に行為者の主観的目的を要件とすることの当否については議論がある[66]。
3. 摘示した事実が真実であること（真実性）、または真実である信ずるについて相当な理由のあること（真実相当性）
真実性・相当性の法理においては真実性及び真実相当性の立証責任はすべて被告側（表現者側）が負担する[67][60]。
人の名誉を危殆にさらす以上は表現者はその根拠があやふやであってはならないという趣旨である[68]。他方、摘示した事実につき細大漏らさず真実性の立証を負担させることは言論の萎縮につながるおそれがある[68]。最高裁の判例には真実性の証明の範囲を「重要な部分」で足りるとした原判決の判断を是認したものがある（昭和58年10月20日最高裁判所判決判時1112号44頁）[68][69]。
真実性の証明の対象は、例えば風評の摘示の場合、風評そのものの存在ではなく風評の内容たる事実である（原判決を是認した判例として最高裁判所昭和39年1月28日判決）[70]。ただ真実性の証明の対象は読者がどう受け止めるかの解釈によって定まるから、風評形式であっても記述がその風評が真実であることを前提にしてなされたものか否かによって異なると解されている[71]。
仮に真実性が証明できなかったとしても、行為者が事実を真実であると信ずるにつき相当の理由があるときは名誉毀損は成立しない[72]。ただし相当性が認められるためには、行為者が真実と誤信することとともに確実な資料や根拠に照らして相当の理由があることの双方が必要となる[73][72]。最高裁は「インターネットの個人利用者による表現行為の場合においても、他の場合と同様に、行為者が摘示した事実を真実であると誤信したことについて、確実な資料、根拠に照らして相当の理由があると認められるとき」に限って名誉毀損は成立しないとしており（最高裁判所平成22年3月15日決定刑集64巻2号1頁）、従来型の名誉毀損以上に深刻な被害を与えるおそれがあり反対言論による損害の回復も確実とは言えないことを考慮したものとされている[74]。なお、この判例（最高裁判所平成22年3月15日決定）は参考資料の一部として雑誌記事を用いていた事例であったが結果として相当性は否定されている[75]。

公共の具体的な利害に関係があることを事実をもって摘示するもので、その目的が専ら公益を図ることにある場合には、その摘示された事実が真実であれば違法性を欠くとし、真実であることが証明されなくとも行為者において真実であると信ずるにつき相当であると認められるときには故意・過失を欠くため不法行為は成立しない。
真実性・相当性の法理に対しては表現者側の立証の負担が大きいため、公的言論の保障の観点から、公的言論と非公的言論とで免責要件の内容や主張立証責任の負担に違いがあってしかるべきとの見解がある。
なお、ドイツにおいては、調査義務（Nachforschungpflight）を尽くしたものの、誤った主張が行われてしまった場合、それが正当な利益を擁護するためになされたものである場合は、不法行為にはならないとされている（ドイツ民法）。

#### 公正な論評の法理
論評による名誉毀損が問われる場合に、公益に関する事項についての公正な論評であるときは免責されるとする英米法上の法理である。
日本においては、事実の摘示による名誉毀損については、真実性の抗弁・相当性の法理が判例上認められている。しかし意見ないし論評による名誉毀損については、真実性そのものの証明というものができないことから異なる抗弁事由が必要となる。そこで日本でも英米法の法理をそのまま採用しているわけではないが最高裁判例を通して確立された法理となっている。
公正な論評の法理においては、公共性・公然性・真実性または相当性のほかに、要件として「人身攻撃に及ぶなど意見ないし論評としての域を逸脱したものでないこと」が必要である。

#### 現実的悪意の法理
アメリカ合衆国連邦最高裁判所の判例では1964年のニューヨーク・タイムズ対サリヴァン事件以来、現実的悪意の法理が確立している。これは、公人に言及する表現行為は、現実的な悪意をもってなされたと証明された場合に名誉毀損となる、またその証明義務は原告にある、とする考え方である。
現実的悪意の法理を採用した場合、公人に関する表現行為について名誉毀損が成立する範囲は狭くなる。長谷部恭男は、このような法理が認められた背景に、巨額の損害賠償が認められることによる表現行為への萎縮効果を抑制する必要性があることを主張している。
日本ではメディアなどから現実的悪意の法理の採用を求める主張が出されているが、裁判所では真実性・真実相当性の法理による判断がなされており、現実的悪意の法理は採用されておらず、真実性の証明義務は被告にある。

#### 言論の応酬の場合の免責の法理
名誉を毀損された者が自らを守るために言論をもって応酬した場合に、その応酬については免責など特段の配慮が必要ではないかという問題である。応酬的言論が正当防衛の要件を満たすのであれば免責される。しかし急迫性の要件から応酬的言論の場合には現に名誉毀損行為がなされている最中でなければ正当防衛は成立する余地はないと解されるため、正当防衛以外の場合に免責の余地がないか問題となる。法治国家では自力救済は原則的に禁止されるため慎重を要するが、何でも司法的解決に委ねるのでは表現の自由を窮屈にしてしまうという懸念もあるため議論がある。

#### 正当業務行為
ある事実の摘示が他人の名誉を毀損する場合でも、それが正当業務行為にあたるときは違法性阻却事由となる。
- 会社による解雇事実の公表は、必要やむを得ず必要最小限の表現を用いて被解雇者の名誉や信用を可能な限り尊重した公示方法である限り認められる[88]。
- 弁護士による第三者への通知行為は、公序良俗に反する場合や依頼内容を実現することが違法な結果を招来することについて弁護士が悪意重過失である場合など例外的な場合を除いて違法性は阻却される[89]。

#### 団体行動権
労働者の団体行動権の保障の観点から名誉毀損について免責の余地があるとされている。

#### 被害者の承諾
被害者の承諾がある場合には違法性阻却事由として不法行為は成立せず、名誉毀損の場合にも被害者の承諾は違法性阻却事由となる。

### 判例と関連する事件
名誉毀損は下記の事例にあるようにしばしばプライバシーの侵害とも合わせて問題となる。プライバシー権が提唱されるまでは名誉毀損として審理されていた。
プライバシー侵害に関する判例・事件についてはプライバシーも参照。表現の自由に関する判例は表現の自由#表現の自由に関する主要判例も参照。
- 「宴のあと」裁判 - 三島由紀夫の小説がモデルとされた人物との間でプライバシーの侵害について争われた(1964年9月28日東京地裁判決[92])。
- 署名狂やら殺人前科事件 - 公共の利害に関する事実の摘示と名誉毀損の成否 (最高裁第一小法廷昭和41(1966)年6月23日判決(事件番号:昭和37年（オ）第815号)。
- 魚住純子中傷事件 ‐ でっちあげ記事で芸能事務所社長らが名誉棄損罪で逮捕起訴されたが、公判中の1967年5月に社長が獄中自殺した[93]。
- 夕刊和歌山時事事件 - 1969年6月25日最高裁判決[94]
- 北方ジャーナル事件 - 1979年提訴。最高裁大法廷1986年6月11日判決。
- 長崎市通知表不交付批判ビラ事件 - 最高裁一小平成元年1989年12,21判決）[95]
- ノンフィクション「逆転」事件(最高裁第三小法廷1994年2月8日判決)
- 石に泳ぐ魚事件 - 1994年提訴。最高裁第三小法廷2002年9月24日判決[96]。
- 雑誌噂の眞相 1994年、和久峻三から名誉毀損で刑事告訴。2005年3月7日最高裁判決。
- ニフティサーブ現代思想フォーラム事件(1994年提訴、2001年9月5日二審判決)
- ニフティサーブ本と雑誌フォーラム事件(東京地裁2001年8月27日判決)
- ロス疑惑報道についての名誉毀損訴訟。最高裁平成14年1月29日判決
- 動物病院対2ちゃんねる事件判決（東京地裁平成14年6月26日判決、東京高裁平成14年12月25日判決）[97]。
- 田中真紀子長女記事出版差し止め事件（東京高裁平成16(2004)年3月31日決定)[98]
- スマイリーキクチ中傷被害事件 1999年〜2010年
- 大江健三郎・岩波書店沖縄戦裁判(最高裁第一小法廷2011年4月21日判決)

## 名誉感情の侵害
民事上、名誉毀損として保護される「名誉」は外部的名誉である。外部的名誉とは、ある人に対して社会が与えている評判や世評などの評価をいう。
これに対して名誉感情とは本人が自己に対して有している価値意識や感情（いわゆるプライドや自尊心）をいうが、名誉感情も侵害されることはありうる。
しかしプライドや自尊心を傷つける発言に損害賠償責任を直ちに認めることは言論表現が窮屈になるばかりでなく、プライドが高い人ほど保護される結果となるため、名誉感情の侵害が直ちに法的保護の問題になるとは考えられていない。
東京地方裁判所平成8年12月24日判決は、名誉感情について「内心の問題であり、個人差が大きい上、他人のいかなる言動によって名誉感情が害されることになるか、害されるとしてどの程度かという点についても個人差が著しく、他人からは容易にうかがい知ることができない」として侵害の有無や程度の把握が困難であるとする。
とはいえ名誉感情の侵害にも許容限度があり、それが人格権の侵害に該当するときは不法行為が成立するとされている。
先の東京地方裁判所平成8年12月24日判決は「誰であっても名誉感情を害されることになるような、看過し難い、明確かつ程度の甚だしい侵害行為」にあたるときは不法行為になるとする。
なお名誉毀損とは異なり、名誉感情の侵害は対象者が知れば侵害結果を生ずることから公然性は不要である。また、外部的名誉が問題となる名誉毀損とは異なり、法人その他の団体には感情が存在しないから名誉感情の侵害が成立する余地はない。

## フィクション作品での名誉棄損
実際にいる人物をフィクション作品に登場するモデルとした際、名前を変えたり、フィクションであると言い張っても、実際にいる人物を知っている人物が特定できる状態であるなら名誉棄損とされる場合がある。